# Kościół maronicki

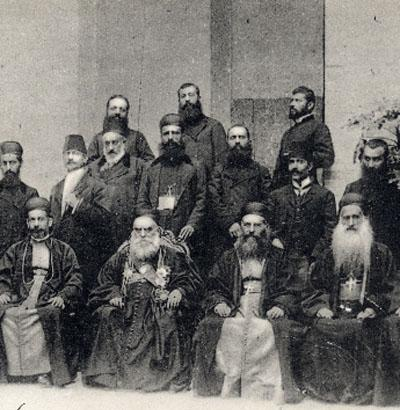
Patriarcha Elias Hoayek z Hilta i biskupi maroniccy w Rzymie (1906)

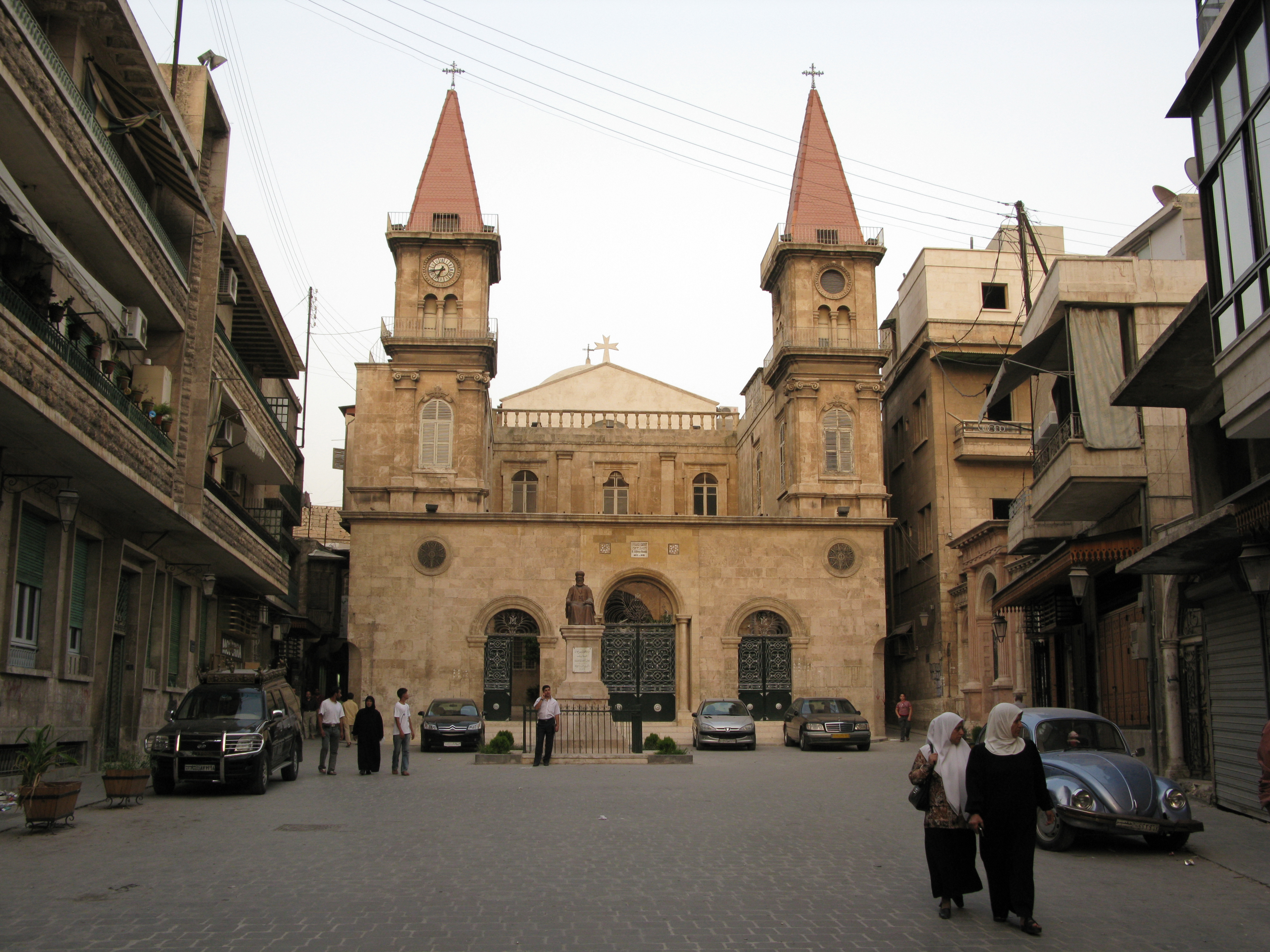
Maronicka katedra w Aleppo

Kościół maronicki (arab. ‏الكنيسة المارونية‎‎ trb. alkanisat almaruniatu‎, syriacki ܥܕܬܐ ܣܘܪܝܝܬܐ ܡܪܘܢܝܬܐ) – jeden z Kościołów wschodnich, powstały w VII wieku na terenach obecnego Libanu i Syrii i tam pierwotnie działający. Jako jedyny z tej grupy w całości pozostaje w unii z Rzymem, odnowionej w czasach wypraw krzyżowych. Wyodrębnił się z melchitów wskutek odrzucenia monoteletyzmu.

## Historia

### Średniowiecze
Należy zaznaczyć, że sami maronici zaprzeczają, jakoby ich Kościół kiedykolwiek był heretycki i rzeczywiście brak bezpośrednich tego dowodów. Z pewnością nigdy nie został oficjalnie potępiony jako taki. Według wersji maronickiej ustanowienie odrębnego patriarchatu maronickiego było skutkiem długotrwałego braku patriarchy w Antiochii, bowiem od czasu najazdu arabskiego rezydował on w Konstantynopolu (od 685), a potem w ogóle przestał być powoływany (w latach 702–742). Jednakże wersji tej nie potwierdzają żadne źródła pochodzące spoza kręgu maronickiego, w szczególności spisy patriarchów antiocheńskich nie wymieniają św. Jana Marona, który miałby być pierwszym maronickim patriarchą.
Nazwa Kościoła pochodzi od imienia jego założyciela – św. Marona (arab. Maroun) – mnicha, pustelnika, kapłana i nauczyciela, cudotwórcy i uzdrowiciela, żyjącego w II połowie IV wieku w górach Taurus nad rzeką Orontes w Syrii, na terenie patriarchatu Antiochii. Św. Maron pozostawił po sobie maronitów – liczne grono uczniów i naśladowców, tworzących zwartą grupę, mieszkającą w monasterze Beit-Maroun. Maronici uznali naukę soboru chalcedońskiego, co postawiło ich w opozycji do antiocheńskich monofizytów (jakobitów). Wskutek prześladowań ze strony monofizytów maronici w V wieku poczęli stopniowo przenosić się w góry Libanu, których mieszkańców nawrócili do swoich nauk.
W VII wieku w kościele Wschodu, już wówczas podzielonym na odłam monofizycki i melchicki, doszło do następnej herezji – monoteletyzmu. Maronici odrzucili tę herezję, wskutek czego zaczęli ich prześladować również melchici. Do tego doszedł podbój tych terenów przez Arabów. Po potępieniu monoteletyzmu przez sobór konstantynopolitański III w 681 roku doszło do całkowitej migracji maronitów w góry Libanu, gdzie w roku 687 w dolinie Jbeil obrali własnego patriarchę – świętego Jana Marona [chronologia się zapętla], biskupa Botrys w Libanie. Pod jego wodzą maronici pokonali bizantyjską karną ekspedycję w bitwie pod Amioun (694). Po nieudanej próbie powrotu do Antiochii w 938 roku patriarchowie pozostali w dolinie Batroun. Maronici zamieszkiwali trudno dostępne górskie doliny, a najazd arabski spowodował ich całkowite odcięcie od reszty Kościoła, który był przekonany o ich wyginięciu.
Stan taki trwał do czasów wypraw krzyżowych. W 1099 roku krzyżowcy, ku swemu zdumieniu, napotkali w górach Libanu chrześcijan – maronitów, którzy wkrótce stali się ich sprzymierzeńcami. Maronici wstępowali do zakonów rycerskich i wspierali krzyżowców militarnie, a oprócz tego doszli do dużej zażyłości z europejskimi mieszkańcami Ziemi Świętej. W 1181 roku patriarcha maronicki złożył przysięgę wierności papieżowi przed łacińskim patriarchą Antiochii Aimery z Limoges. W ten sposób Kościół maronicki porzucił herezję monoteletyzmu (o ile przyjąć, że ją wyznawał) i przystąpił do unii z Rzymem. Obyło się przy tym bez rozłamu, zarówno wśród hierarchii, jak i wśród wiernych. Kontakt z Rzymem nie został już później zerwany i hierarchie obu kościołów komunikowały się ze sobą. Patriarcha Jeremi z Amshiti uczestniczył nawet w soborze laterańskim IV w 1215 roku. Od roku 1246 maronici utrzymywali kontakt z franciszkanami. Okres krucjat okazał się renesansem maronitów.
Po klęsce wypraw krzyżowych maronici stali się celem najcięższych w swej historii prześladowań ze strony muzułmanów – najpierw egipskich Mameluków (1291–1516), a następnie Turków osmańskich (1516–1919). W dodatku między 1260 a 1303 Liban został czterokrotnie najechany przez Mongołów. Chroniąc się przed wojną, maronici ponownie wycofali się w górskie doliny, gdzie żyli przemieszani z szyitami i druzami. Zachowali organizację patriarchalno-biskupią. Administrację cywilną sprawowali starsi poszczególnych wsi (arab. mukaddam, l.mn. mukaddimin). W 1440 roku patriarchowie przenieśli się w dolinę Kannoubine.

### Nowożytność
Na synodzie w Kannoubine w 1580 roku kościół maronicki przyjął naukę soboru trydenckiego. W 1606 roku pod wpływem Rzymu maronici przyjęli kalendarz gregoriański.
W wyniku zabiegów jezuity Jana Eliano w 1584 roku papież Grzegorz XIII ustanowił w Rzymie Kolegium Maronickie, w którym wykształciło się wielu znakomitych maronitów duchownych i świeckich, między innymi patriarcha Stefan Douaihy z Ehden (zm. 1704), bibliotekarz watykański Giuseppe Simone Assemani, profesor paryskiego Kolegium Królewskiego Gabriel z Syjonu, uczony Mirhej ben Namroun. Kolegium Maronickie stało się maronickim oknem na świat. Przetrwało do czasów rewolucji francuskiej (1789), gdy zastąpiło je seminarium duchowne w Ain Waraqah.
Od początku XVII wieku w Libanie zaczęły powstawać domy zakonów Zachodu – kapucynów (1626), karmelitów (1635), jezuitów (1656). W 1694 roku patriarcha Douaihy ustanowił pierwszy zakon maronicki – świętego Antoniego. Na początku XVIII wieku wśród maronitów doszło do sporów na tle latynizacji ich obrządku. W celu ich rozstrzygnięcia w roku 1736 odbył się synod w Louaizeh, który jednak nie podjął decyzji w tej kwestii, a tylko potwierdził unię z Rzymem.
W 1845 roku, a później w 1860 roku doszło do walk z druzami, w wyniku których kilka tysięcy maronitów zginęło, a wielu spośród nich uciekło. Na skutek dyplomatycznej i militarnej interwencji Francji Porta Osmańska udzieliła maronitom autonomii. Druga fala emigracji nastąpiła po zakończeniu I wojny światowej, w czasie której wspólnota maronicka cierpiała głód wskutek blokady gór Libanu. W roku 1919 patriarcha Elias Hoayek reprezentował mieszkańców Libanu na konferencji pokojowej w Wersalu. Pod mandatem francuskim (1919–1943) maronici cieszyli się autonomią i swobodą kultu. W niepodległym Libanie tworzą drugą liczebnie grupę wyznaniową. Do czasów wojny domowej mieli konstytucyjnie zagwarantowane współrządy z muzułmanami.

## Demografia
Obecnie w Libanie i Syrii mieszka około 2 milionów maronitów. Kościół ma 13 diecezji w Libanie (Antelias, Baalbek, Botrys, Bejrut, Dżubajl, Dżubba, Dżunija, Sajda, Sarba, Trypolis, Tyr, Zahla i Zgharta), trzy w Syrii (Damaszek, Latakia, Alleppo), po jednej na Cyprze (Nikozja), w Izraelu (Hajfa), w Egipcie (Kair) i w Nigerii (Ibadan). Diaspora maronicka liczy około 4 milionów wiernych, mieszkających głównie w Ameryce Północnej i w południowej Europie. Diecezje maronickie istnieją w USA (Brooklyn i Los Angeles), Kanadzie, Meksyku, Argentynie, Brazylii i Australii.

## Liturgia
Kościół maronicki ma własny obrządek wywodzący się z rytu antiocheńskiego, ale z licznymi elementami rzymskimi. Językiem liturgicznym jest aramejski. Latynizacja liturgii nastąpiła głównie w XVII wieku pod wpływem Kolegium Maronickiego i zakonów, ale od czasu soboru watykańskiego II usiłowania idą w odwrotnym kierunku – przywraca się tradycyjną liturgię maronicką. Maronicki Instytut Liturgii w Kaslik poddał już rewizji maronicki mszał (1992) i lekcjonarz (1993).

## Pozostałe informacje
Z Kościoła maronickiego wywodzi się czworo świętych – św. Maron, św. Szarbel Makhlouf, św. Rafka, św. Nimatullach, a także jeden błogosławiony – bł. Stefan Nehmé.
Od 2011 roku patriarchą maronickim jest kardynał Béchara Boutros Raï.